# 2013年世界田径锦标赛塞尔维亚代表团
参加在 俄羅斯莫斯科举行的2013年世界田径锦标赛的塞尔维亚代表团取得了两枚铜牌，在奖牌榜上和古巴、西班牙一起并列第30名。

## 获得的奖牌
| 奖牌 | 运动员         | 项目        |
| ---- | -------------- | ----------- |
| 銅牌 | Ivana Španovic | 女子跳远    |
| 銅牌 | Emir Bekric    | 男子400米栏 |

## 引用
1. ↑  . 国际田联.   [2013-08-18]. （原始内容存档于2018-01-08）.（英文）